# از زیر دریا آمد
از زیر دریا آمد (به انگلیسی: It Came from Beneath the Sea) یک فیلم هیولایی علمی تخیلی آمریکایی محصول سال ۱۹۵۵ تولید کمپانی کلمبیا پیکچرز به تهیه کنندگی سام کاتزمن و چارلز اشنیر به کارگردانی رابرت گوردون است که کنت توبی، فایت دومرگی و دونالد کرتیس در این فیلم نقش آفرینی می‌کنند.